# W. W. Pearson
W. W. Pearson fou un compositor anglès del segle xix.
Es dedicà a l'ensenyança de la música, i va publicar un gran nombre de composicions vocals, profanes i religioses, figurant entre les primeres: Shadows of the Night; Soul of Living (soprano i cor); Sweet spring (madrigal); Over vthe Mountain Side, The Ocean, The Ironfounders, The Jayer Chorus, Autum, Deported joys, etc., i entre les segones, les antífones Jerusalem the Golden; If ye Love me; Sun of my soul, etc.